# Daemonolatreiae libri tres
Daemonolatreiae libri tres (hr. Demonolatrija u tri knjige), djelo o demonima i magiji francuskog demonologa Nicholasa Rémyja (1530. – 1612.) napisano 1595. godine. Djelo je prvi put tiskano u Lyonu pod nazivom Daemonolatreiae libri tres, ex iudiciis capitalibus nongentorum plus minus hominum qui sortilegii crimen intra annos quindecim in Lotharingia capite luerunt. Jedno je od najvažnijih ranih djela o demonima i vješticama, uz zloglassni Malleus maleficarum.
Knjiga je nastala na temelju preko devet stotina suđenja protiv zločina vještičarstva na teritoriju Vojvodine Lorenw, koji su završili smrtnom kaznom. Osim toga, Rémy se u knjizi poziva na radove Johanna Weyera (1515. – 1588.) i Jeana Bodina (1530. – 1596.). U knjizi obrađuje teme štovanja demona, sklapanje ugovora s vragom koje su, tobože, potpisivale vještice sa Sotonom. Također, opisuje seksualni odnos vještica sa Sotonom i navodi da je ejakulacija hladna, a sam seksualni čin bez užitka.
Knjiga je bila veoma značajna do kraja 17. stoljeća i citirali su je brojni autori, a osobito Francesco Maria Guazzo.